# 新野美知
新野 美知（にいの みち、1975年7月18日 - ）は、日本の女優、声優。神奈川県横浜市出身。劇団昴所属。

## 略歴
遠藤周作原作の『沈黙』の舞台を見てから劇団に入団して芝居をやろうと思い立つ。

## 人物
妹がいる。
趣味・特技はハンドボール。
座右の銘は「人間は常に変化し発展する」。

## 出演
太字はメインキャラクター。

### テレビアニメ
2006年
- シムーン（アーエル）
- 天保異聞 妖奇士（宰蔵）

2008年
- 今日からマ王!（エーフェ）
- 屍姫 シリーズ（2008年 - 2009年、重無） - 2シリーズ

2010年
- 動物かんきょう会議（ビーバーのイーヴァ）

### OVA
- 太陽の船 ソルビアンカ（1999年）
- 今日からマ王! R（2007年、エーフェ）

### ドラマCD
- 嗚呼、麗しの派遣OL なぜなんだシムーン株式会社（2006年、アーエル）
- 魔人探偵脳噛ネウロ（2006年、野々山ミハル）

### ゲーム
- シェンムーII（2001年）
- シムーン 異薔薇戦争 〜封印のリ・マージョン〜（2007年、アーエル）

### 吹き替え

#### 映画
- アイス・プリンセス（2006年、）
- ヴェニスの商人（2006年、ズレイカ・ロビンソン〈ズレイカ・ロビンソン〉）
- ダレン・シャン（2010年、レベッカ〈ジェシカ・カールソン〉）
- 英雄の証明（2012年）

#### テレビドラマ
2000年
- アリー my Love

2003年
- 24 -TWENTY FOUR-

2010年
- ザ・パシフィック（ルーシー）
- プライベート・プラクティス3

2012年
- ヴァンパイア・ベビーシッター（エリカ）
- TOUCH/タッチ（ローラ）
- ボディ・オブ・プルーフ 死体の証言（ベネット〈ヤヤ・ダコスタ〉）

2019年
- ザ・モーニングショー（ブラッドリー・ジャクソン〈リース・ウィザースプーン〉）

### 舞台
- クリスマス・キャロル
- ジュリエットたち
- 長男
- ドリー・ウェストのキッチン
- エデンの東

### 音声解説

#### ドキュメンタリー
- ネコメンタリネコメンタリー 猫も、杓子（しゃくし）も。（NHK Eテレ）
- 歴史秘話ヒストリア（NHK総合テレビジョン）